# Norah Elam
Norah Elam, también conocida como Norah Dacre Fox (de soltera Norah Doherty, 1878–1961), fue una militante sufragista, antivivisectora, feminista y fascista del Reino Unido. Nacida en Dublín (Irlanda), sus padres fueron John Doherty, socio de una fábrica de papel, y Charlotte Isabel Clarke. Se trasladó a Inglaterra con su familia y en 1891 vivía en Londres. Elam se casó con Charles Richard Dacre Fox en 1909.

## Actividad política
Elam fue una miembro destacada de la Unión Social y Política de Mujeres, de la que fue secretaria general. De mayo a julio de 1914 fue encarcelada tres veces; recibió una Medalla de Huelga de Hambre de la WSPU con tres barras.
En 1918 se presentó como candidata independiente en Richmond (Surrey) a las elecciones al Parlamento del Reino Unido, aunque no saliô elegida. El mismo año hizo campaña por el internamiento de extranjeros enemigos en colaboración con los partidos de extrema derecha Unión del Imperio Británico y el Partido Nacional. Norah Elam declaró públicamente a The Times que nunca fue miembro de la Women's Freedom League (frente a lo que sugieren algunos informes).
Elam afirmaba ser miembro fundadora de la London and Provincial Anti-Vivisection Society (LPAVS). No se ha encontrado evidencia documental de esto, pero se sabe que era miembro de la asociación desde aproximadamente el momento de su creación alrededor de 1900. En la década de 1930 había publicado, bajo los auspicios de LPAVS, dos folletos: "El MRC: qué es y cómo funciona" y "La encuesta sobre vitaminas". Los folletos fueron distribuidos por todo el Reino Unido, incluidas las bibliotecas públicas.
En la década de 1930, se había separado de su esposo y vivía con Edward Descou Dudley Vallance Elam, cuyo apellido adoptó. Vivían en Sussex, donde colaboraban con el Partido Conservador local, aunque lo abandonaron para unirse a la Unión Británica de Fascistas (BUF) de Oswald Mosley poco después de su creación en 1932 y ella se hizo prominente en la sección de mujeres. Durante este tiempo, conoció a Wilfred Risdon, Director de Propaganda 1933–4, quien más tarde se unió an ella en la LPAVS. Era una colaboradora frecuente de la prensa fascista y en 1937 se presentó como candidata de la BUF para el distrito electoral de Northampton, aunque debido a la guerra, la elección nunca se llevó a cabo. Mosley se referîa a su pasado como sufragista para contrarrestar las críticas de que el nacionalsocialismo era antifeminista y decía que su posible candidatura "eliminaba para siempre la sugerencia de que el nacionalsocialismo proponía devolver a las mujeres británicas al hogar". En 1940, Norah y Dudley Elam fueron arrestados conforme al Reglamento de Defensa 18B, y ella fue internada en la prisión de Holloway junto con otras mujeres fascistas, incluida Diana Mosley.

## Familia
Elam tuvo un hijo, Evelyn (nacido en 1922). Su nieta, Angela McPherson, describió en un documental de la BBC que no supo hasta 2002 del papel que jugó su abuela en el centro del movimiento fascista. Angela McPherson sabía que Elam había sido una sufragista que afirmaba haber estado cerca de los Pankhurst; una decisión repentina de buscar información sobre Norah Elam comenzó a arrojar información de la que no estaba al tanto. McPherson sintió que inconscientemente había bloqueado los recuerdos inquietantes de las historias que su abuela le contaba cuando era niña, que afectarían a su familia. Ella describía a Elam como una "terrible racista". Sienten que ella dañó emocionalmente a su hijo, convirtiéndolo en una imitación misógina e intimidarte del propio padre de Norah. Susan McPherson y Angela McPherson escribieron la biografía Mosley's Old Suffragette.